# Cardamine luxurians
Cardamine luxurians är en korsblommig växtart som först beskrevs av Otto Eugen Schulz, och fick sitt nu gällande namn av A. Rashid och Hideaki Ohba. Cardamine luxurians ingår i släktet bräsmor, och familjen korsblommiga växter. Inga underarter finns listade i Catalogue of Life.